# Мальфузат
Мальфузат (переводится как диалоги, беседы или изречения) — пятитомное издание, состоящее извысказываний Мирзы Гулама Ахмада из Кадиана, основателя Ахмадийского движения в Исламе, который утверждал, что Бог назначил его Обетованным Мессией и Имамом Махди. Эти высказывания записывались его учениками на протяжении всей его религиозной и общественной деятельности. Их объём охватывает периоды почти двух десятилетних дискурсов, выступлений, сессий «вопросов и ответов», проповедей и изречений Мирзы Гулама Ахмада, начиная с 1891-го, вплоть до его смерти, 1908 год. На данное время только небольшая часть всего этого объёма была переведена на английский язык.

## Тома
Когда «Мальфузат» впервые был опубликован в Рабве, его первые издания составляли 10 томов. Однако его новые издания сжаты до 5 томов. В ниже приведенной таблице указаны высказывания и дискурсы Мирзы Гулама Ахмада, и даты их первых публикаций.
| Тома | Первая публикация | Период                           |
| ---- | ----------------- | -------------------------------- |
| I    | август 1960       | с 1891 по 1899                   |
| II   | 1960              | с 1900 по 1901                   |
| III  | 1961              | с ноября 1901 до 14 октября 1902 |
| IV   | июль 1962         | с октября 1902 до 16 января 1903 |
| V    | октябрь 1963      | с 17 января по 30 мая 1903       |
| VI   | 1963              | с 1 июня 1903 до апреля 1904     |
| VII  | ноябрь 1964       | со 2 мая 1904 до августа 1905    |
| VIII | июнь 1969         | с 1 сентября 1905 до 30 мая 1906 |
| IX   |                   | с июня 1906 по октябрь 1907      |
| X    |                   | с октября 1907 по май 1908       |